# Dunkelkinn-Fruchttaube
Die Dunkelkinn-Fruchttaube  (Ptilinopus subgularis), auch  Braunkinn-Fruchttaube  oder Banggaifruchttaube, ist eine Art der Taubenvögel. Sie kommt in mehreren Unterarten auf einigen südostasiatischen Inseln vor. Bestandszahlen dieser Art sind nicht bekannt. Die Art wird von der IUCN jedoch als potenziell gefährdet (near threatened) eingestuft, da Holzeinschlag den Lebensraum der Dunkelkinn-Fruchttaube gefährdet.

## Erscheinungsbild
Die Dunkelkinn-Fruchttaube erreicht eine Körperlänge von 34,5 Zentimetern. Sie ist damit etwas kleiner als eine Stadttaube. Namensgebend ist der kastanienbraune Fleck an der Kehle. 
Kopf und Hals sind blass aschgrau. Der Bauch ist grünlich überhaucht. Auf der unteren Brust findet sich ein ockerfarbener Fleck, dessen Größe je nach Individuum variiert. Er ist in der Regel jedoch verhältnismäßig groß. Die Unterschwanzdecken sind kastanienbraun. Die Körperoberseite und die Schwanzfedern sind kräftig grün. 

## Verbreitungsgebiet und Verhalten
Die Dunkelkinn-Fruchttaube ist eine endemische Art Indonesiens. Sie kommt auf Sulawesi und den daran angrenzenden Inseln Peleng, Banggai, Mangole und Taliabu vor. Sie kommt vor allem in der Tiefebene vor und besiedelt sowohl sekundären wie primären tropischen Regenwald. Über das Fortpflanzungsverhalten liegen keine Erkenntnisse vor.

## Belege